# Kita-ku (Kyoto)
Kita-ku (北区?) è uno degli 11 quartieri della città di Kyoto, in Giappone.